# The Right Approach
The Right Approach ist ein US-amerikanisches Filmdrama von David Butler aus dem Jahr 1961. Der Film basiert auf dem Stück The Live Wire von Garson Kanin aus dem Jahr 1950.

## Handlung
Fünf Ex-Soldaten der US Army kehren zurück nach Pasadena. In einem Lokal nehmen sie ein weiteres Mitglied auf, Leo, der jüngere Bruder von Mitch. Dieser möchte unbedingt Schauspieler werden und geht dafür über Leichen.

## Hintergrund
Der Film wurde von der Produktionsfirma 20th Century Fox fertiggestellt und vertrieben. Die Filmkomödie wurde in Mono und Schwarz-Weiß, bei einem Seitenverhältnis von 2,35:1 auf einem 35-mm-Film, aufgenommen. Die Dreharbeiten wurden in Los Angeles durchgeführt, dabei entstanden die Aufnahmen in den 20th Century Fox Filmstudio in Century City, Kalifornien.
Der Film feierte am 17. Mai 1961 in New York City seine Premiere.

## Lieder
| Nr. | Titel                     | Komponist                                    |
| --- | ------------------------- | -------------------------------------------- |
| 1   | The Right Approach        | Alan Bergman, Marilyn Bergman und Lew Spence |
| 2   | When You Least Expect It  | Sam H. Stept                                 |
| 3   | Lady, Love Me             | Kirby Stone                                  |
| 4   | Give Me the Simple Life   | Rube Bloom                                   |
| 5   | You Make Me Feel So Young | Josef Myrow                                  |

## Rezeption
Die New York Times urteilte über den Film negativ, weil der Film ein „großes Desaster“ sei.